# Dendrobium brunnescens
Dendrobium brunnescens är en orkidéart som beskrevs av Rudolf Schlechter. Dendrobium brunnescens ingår i släktet Dendrobium, och familjen orkidéer. Inga underarter finns listade i Catalogue of Life.